# Platytaenia pamirica
Platytaenia pamirica är en flockblommig växtart som först beskrevs av Vladimir Ippolitovich Lipsky, och fick sitt nu gällande namn av Sergej Arsenjevitj Nevskij och Aleksei Ivanovich Vvedensky. Platytaenia pamirica ingår i släktet Platytaenia och familjen flockblommiga växter. Inga underarter finns listade i Catalogue of Life.